# 小田海僊

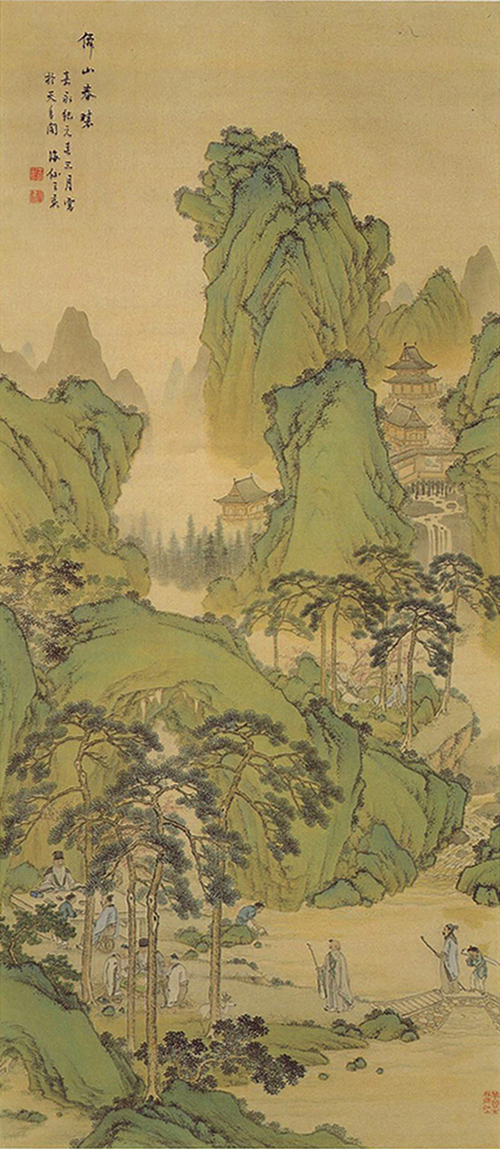
仙山春暁図 絹本着色　1848年

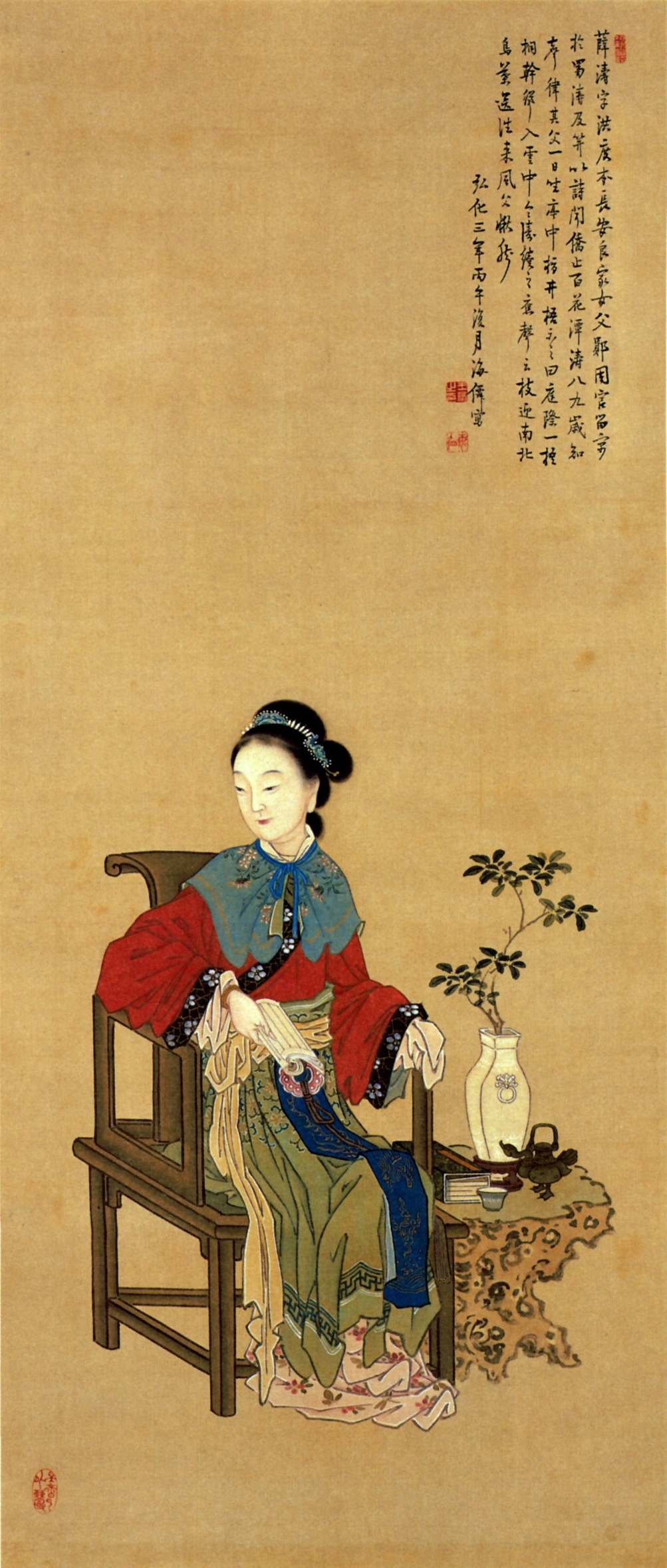
薛濤図 1846年 絹本着色 洛東遺芳館

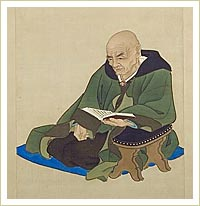
大槻玄沢像 早稲田大学図書館 重要文化財

小田 海僊（おだ かいせん、天明5年（1785年） - 文久2年閏8月24日（1862年10月17日））は、江戸時代後期の日本の南画家。通称は良平、名は羸（るい）または瀛（えい）。字を巨海、号は海僊または百谷。

## 略歴
周防国富海（現在の山口県防府市富海）に生まれ、長門国赤間関（現在の山口県下関市）の紺屋（染工）を営む小田家の養子となる。
22歳のとき、京都四条派の松村呉春に入門し、同門の松村景文や岡本豊彦らと名声を競ったが、やがて頼山陽に感化され南画に転向。九州に遊学し、中国元明時代の古書画の模写をするなどして研究を重ねて、独自の画風を確立した。文政7年(1824年)、萩藩の御用絵師となり、一時江戸に滞在。2年後、京都に戻り活動。嘉永元年(1848年)から安政元年（1854年）にかけて画室を設けているが、このころ富岡鉄斎に絵を教えたと推定されている。
清楚な画風に特徴があり、山水画・花鳥画・人物画を得意とした。高野山や京都御所の障壁画（1855年）などの大事業を手掛けている。
文久2年（1862年）歿、享年78。大徳寺黄梅院に眠る。

## 交友
- 頼山陽
- 浦上春琴
- 田能村竹田
- 山本梅逸

## 門弟
- 富岡鉄斎
- 川端玉章
- 大庭学僊
- 羽様西崕
- 中西耕石
- 忍頂寺梅谷
- 松浦松洞

## 著作物
- 『分類二十四考図』(1843年)
- 『人物十八描法』

## 作品
- 「漁楽図」1825年
- 「大槻玄沢像」1827年 早稲田大学図書館 重要文化財
- 「薛濤図」1846年 洛東遺芳館
- 「仙山春暁図」1848年
- 「山水図」1849年　京都国立博物館
- 「飲中八仙之図」1850年
- 「少年行之図」下関市立美術館
- 「班婕妤図」洛東遺芳館
- 「林和靖図」下関市立美術館
- 「黄梅院襖絵」 襖8面 黄梅院（京都国立博物館寄託）
- 「山水図」全10図　1853年　個人蔵

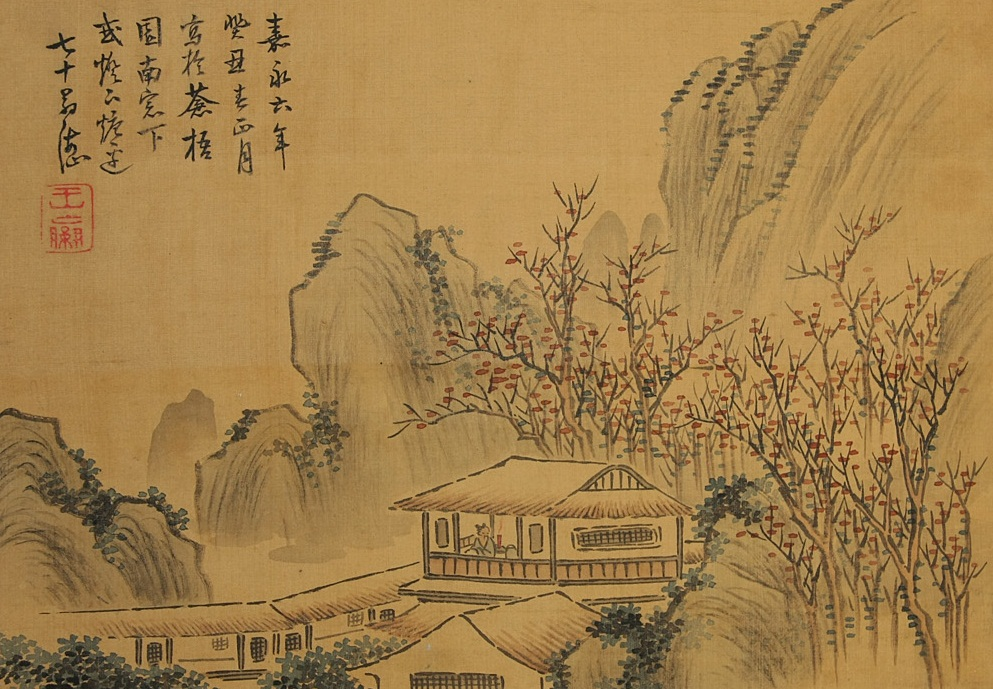
小田海僊『山水図』全10図から、嘉永6年（1853年）、個人蔵
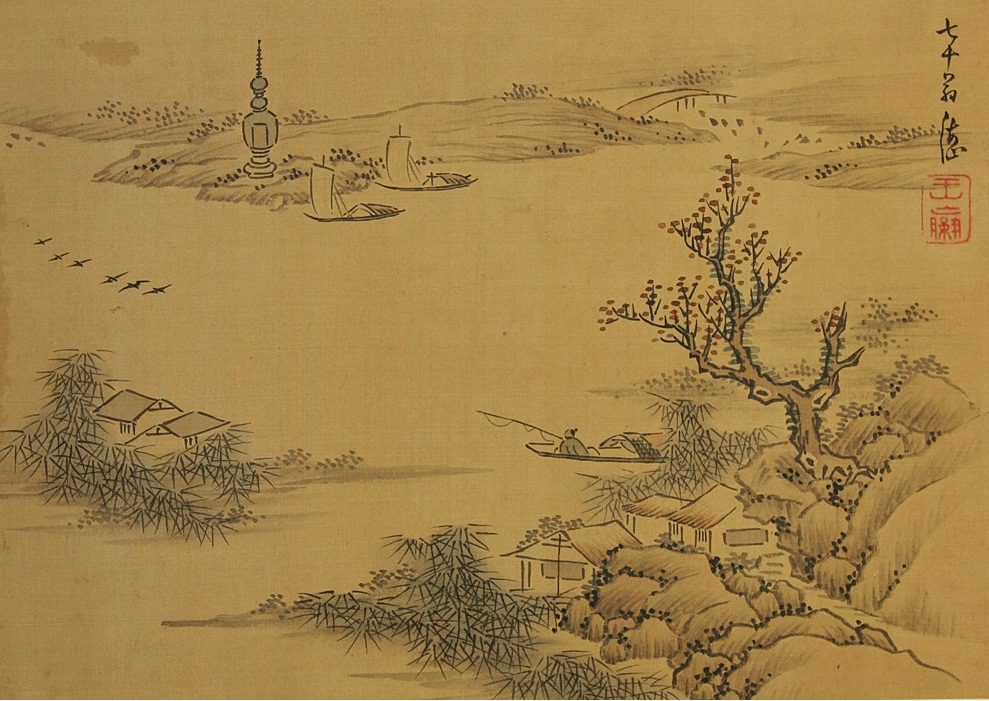
小田海僊『山水図』全10図から、嘉永6年（1853年）、個人蔵

## 文献
- 「小田海僊展」 下関市立美術館　1995年
- 「文人画の近代　鉄斎とその師友たち」<Tessai and His Teachers and Friends> 京都国立近代美術館　1997年
- 文人画情報誌『読画塾』第11号 特集 小田海僊の画境（一般財団法人 文人画研究会 2013年）